# فانوس‌ماهی روآبی
فانوس‌ماهی روآبی (نام علمی: Notolychnus valdiviae) نام یک گونه از تیره فانوس‌ماهی است.